# Most Władysława IV w Bydgoszczy
Most Władysława IV – most drogowo-tramwajowy, który znajdował się na Kanale Bydgoskim, w Bydgoszczy, na zachodnim obrzeżu Śródmieścia, powyżej Starego Miasta. Przechodziła przez niego ulica Świętej Trójcy. Wyburzony w 1972 roku.

## Historia
Pierwszy drewniany most powstał po uruchomieniu Kanału Bydgoskiego w 1774 r., z konieczności utrzymania ciągu komunikacyjnego w kierunku Koronowa.
W końcu XVIII wieku, po modernizacji kanału i śluz, koryto kanału lekko przesunięto w kierunku południowym, ku nowym, murowanym śluzom. W miejscu starego mostu zbudowano ziemny nasyp z drogą prowadzącą do nowego, również drewnianego mostu nad przesuniętym korytem kanału. Funkcjonował on do roku 1841, kiedy to władze miasta z uwagi na nasilający się ruch i duże obciążenie starej konstrukcji, podjęły decyzję o wybudowaniu tym razem mostu kamiennego.
Obiekt został wykonany w kamienno-ceglanej konstrukcji łukowej. Była to masywna, dwuprzęsłowa konstrukcja spinająca brzegi Kanału Bydgoskiego, który w tym miejscu posiadał szerokość ponad 18 m. Długość mostu wynosiła 29,1 m, a szerokość ok. 10,4 m. Od dna kanału most wznosił się na wysokość 6,12 m. Przez most poprowadzono jezdnie i chodniki zabezpieczone metalowymi balustradami. Wjazd po obu stronach oświetlały lampy gazowe. Łuki przęseł wykonane były z cegły. Północne przęsło, szersze i wyższe od pozostałych, umożliwiało przepłynięcie barkom rzecznym.
Masywność konstrukcji mostu umożliwiła na początku XX w. położenie na nim torowiska tramwajowego, dochodzącego do linii kolejowej przy zbiegu ul. Grunwaldzkiej z ul. Staroszkolną (linia nr 5).
W okresie międzywojennym most otrzymał imię króla Władysława IV, którego herb umieszczono od strony ulicy Grunwaldzkiej. 4 września 1939 r. wycofujące się oddziały Wojska Polskiego wysadziły południowe przęsło, które zostało prowizorycznie naprawione w 1940 r. 22 stycznia 1945 roku most został ponownie zburzony. Odbudowano go rok później. Most posiadał drewniany pomost ułożony na zachowanym przęśle północnym (ceglano-kamiennym) oraz tymczasowym z dźwigarów stalowych. W takiej formie most dotrwał do początku lat 70. XX wieku. W 1970 roku przeprawę wyremontowano na podstawie projektu opracowanego przez Biuro Projektów Budownictwa Komunalnego.
Obiekt został wyburzony w 1972 r. wraz z fragmentem Kanału Bydgoskiego i dwoma śluzami podczas budowy węzła grunwaldzkiego. W jego miejscu położono torowisko tramwajowe wraz z przystankami w bliskim sąsiedztwie Ronda Grunwaldzkiego.